# Reece Oxford
Reece Joel Oxford (Londra, 16 dicembre 1998) è un calciatore inglese, difensore o centrocampista svincolato.

## Biografia
È nipote dell'ex nazionale giamaicano Neville Oxford, fratello del padre Karl.

## Caratteristiche tecniche
È un difensore centrale longilineo che possiede forza atletica, abilità nel pressing e personalità, caratteristiche che gli permettono di recuperare palloni e vincere contrasti. Può giocare anche come incontrista in mezzo al campo.

## Carriera

### Club
Inizia a tirare i primi calci al pallone nelle giovanili del Tottenham, per poi passare, nel 2011, a quelle del West Ham. Nella stagione 2014-2015 si allena regolarmente in prima squadra e gioca con l'U-21, dove disputa molte partite da capitano, pur essendo il giocatore più giovane. L'11 gennaio 2015 firma un contratto di cinque anni con gli Hammers e nel maggio dello stesso anno vince il "Dylan Tombides Academy Player of the Year Award" come miglior giocatore del settore giovanile.
 
Il 2 luglio 2015 fa il suo debutto da professionista nel preliminare di Europa League vinto contro il Lusitanos, diventando così il più giovane debuttante con la maglia del club londinese. Il 9 agosto seguente gioca da titolare la prima giornata di campionato vinta per 2-0 in casa dell'Arsenal. Il 16 dicembre 2016 rinnova fino al 2021.
Il 31 gennaio 2017 passa a titolo temporaneo al Reading, militante in Championship. Il 21 giugno viene ceduto in prestito stagionale al Borussia Mönchengladbach, ma il 29 dicembre, dopo aver collezionato solo quattro presenze, il prestito viene interrotto.
Dopo un mese trascorso con il club londinese, il 31 gennaio 2018 torna, nuovamente in prestito, al Borussia Mönchengladbach.
Il 31 gennaio 2019 ritorna in Germania, sempre in prestito, questa volta all'Augusta.
Terminato il prestito torna al West Ham Utd, salvo poi ritornare all'Augusta, questa volta a titolo definitivo. 
Dal 2021 la sua carriera agonistica subisce un arresto, dapprima per la rottura del menisco nel luglio 2021, infortunio che ha richiesto un intervento chirurgico. Verso la fine dell'estate 2022, Oxford ha iniziato a combattere gli effetti a lungo termine della Sindrome post-COVID-19 che ne hanno impedito il ritorno costante all'agonismo.

### Nazionale
Ha rappresentato l'Inghilterra a livello Under-16 e Under-17. Attualmente è nel giro dell'Under-19, con cui ha preso parte agli Europei 2016 in Germania.

## Statistiche

### Presenze e reti nei club
Statistiche aggiornate al 7 febbraio 2018.
| Stagione                   | Squadra                    | Campionato                 | Campionato | Campionato | Coppe nazionali | Coppe nazionali | Coppe nazionali | Coppe continentali | Coppe continentali | Coppe continentali | Altre coppe | Altre coppe | Altre coppe | Totale | Totale |
| Stagione                   | Squadra                    | Comp                       | Pres       | Reti       | Comp            | Pres            | Reti            | Comp               | Pres               | Reti               | Comp        | Pres        | Reti        | Pres   | Reti   |
| -------------------------- | -------------------------- | -------------------------- | ---------- | ---------- | --------------- | --------------- | --------------- | ------------------ | ------------------ | ------------------ | ----------- | ----------- | ----------- | ------ | ------ |
| 2014-2015                  | West Ham                   | PL                         | 0          | 0          | FACup+CdL       | 0               | 0               | -                  | -                  | -                  | -           | -           | -           | 0      | 0      |
| 2015-2016                  | West Ham                   | PL                         | 7          | 0          | FACup+CdL       | 2+0             | 0               | UEL                | 3                  | 0                  | -           | -           | -           | 12     | 0      |
| 2016-gen. 2017             | West Ham                   | PL                         | 0          | 0          | FACup+CdL       | 0               | 0               | UEL                | 2                  | 0                  | -           | -           | -           | 2      | 0      |
| gen.-giu. 2017             | Reading                    | FLC                        | 5          | 0          | FACup+CdL       | -               | -               | -                  | -                  | -                  | -           | -           | -           | 5      | 0      |
| lug.-dic. 2017             | Borussia M'Gladbach        | BL                         | 3          | 0          | CG              | 1               | 0               | -                  | -                  | -                  | -           | -           | -           | 4      | 0      |
| gen. 2018                  | West Ham                   | PL                         | 1          | 0          | FACup+CdL       | 2+0             | 0               | -                  | -                  | -                  | -           | -           | -           | 3      | 0      |
| Totale West Ham            | Totale West Ham            | Totale West Ham            | 8          | 0          |                 | 4               | 0               |                    | 5                  | 0                  |             | -           | -           | 17     | 0      |
| gen.-giu. 2018             | Borussia M'Gladbach        | BL                         | 0          | 0          | CG              | -               | -               | -                  | -                  | -                  | -           | -           | -           | 0      | 0      |
| Totale Borussia M'Gladbach | Totale Borussia M'Gladbach | Totale Borussia M'Gladbach | 3          | 0          |                 | 1               | 0               |                    | -                  | -                  |             | -           | -           | 4      | 0      |
| Totale carriera            | Totale carriera            | Totale carriera            | 16         | 0          |                 | 5               | 0               |                    | 5                  | 0                  |             | -           | -           | 26     | 0      |